# Milan Rakić
Milan Rakić (en serbe cyrillique : Милан Ракић), né le 18 septembre 1876 à Belgrade et mort le 30 juin 1938 à Zagreb, est un diplomate et un poète serbe. 
Il a écrit des poèmes en dodécasyllabes et en hendécasyllabes, qui parlent de la mort et de la non-existence avec ironie et scepticisme. Il a été membre de l'Académie serbe des sciences et des arts.

## Biographie
Milan Rakić est né à Belgrade le 18 septembre 1876. Il termine le collège et le lycée à Belgrade. Il termine ensuite des études de droit à Paris. 
Il a écrit environ cinquante poèmes. Ses premiers poèmes paraissent en 1902 dans La voix littéraire serbe (en serbe cyrillique : Српском књижевном гласнику). De 1905 à 1911, il représente la Serbie au consulat de Pristina, au Kosovo, rattaché à la Serbie avec le Macédoine en 1912.
Ses œuvres suivent l'école poétique fondée par Vojislav Ilić. Après Aleksa Šantić et Jovan Dučić, Milan Rakić est généralement considéré comme le troisième plus grand poète serbe du XXe siècle. Par la clarté de sa poésie, il restitue l’âme du peuple serbe.
Il est mort à Zagreb le 30 juin 1938.

## Publications
- Recueil de poèmes, 1903
- Recueil de poèmes, 1912

## Poèmes
Huit poèmes de Milan Rakic ont été écrits à propos du Kosovo :
- 1905 : Minare
- 1907 : Sur Gazi-Mestan (Na Gazi-Mestanu), Simonida, Pivoine (Bozur)
- 1910 : Jefimija, Kondur
- 1911 : Église désertée (Napustena crkva), La succession (Nasledje)
- On peut citer aussi : La poème sincère[pas clair] (Iskreni pesma), La poème désespéré[pas clair] (Očajna pesma), Le voyageur éternel (Veciti putnik).